# Devarodes xeron
Devarodes xeron là một loài bướm đêm trong họ Geometridae.